# Lecteria (Lecteria) africana
Lecteria (Lecteria) africana is een tweevleugelige uit de familie steltmuggen (Limoniidae). De soort komt voor in het Afrotropisch gebied.